# Øistein Schirmer
Øistein Schirmer (Fredrikstad, 11 april 1879 - Larvik, 24 mei 1947) was een Noors turner.
Schirmer won tijdens de Olympische Zomerspelen 1912 de gouden medaille in de landenwedstrijd vrij systeem.

## Olympische Zomerspelen
| Jaar | Plaats    | Resultaten                   |
| ---- | --------- | ---------------------------- |
| 1912 | Stockholm | landenwedstrijd vrij systeem |